# Bojnice
Bojnice és una ciutat d'Eslovàquia. Es troba a la regió de Trenčín. La primera menció escrita de la vila es remunta al 1113.

## Demografia
| Godina             | 1994 | 2004   | 2014   | 2024   |
| ------------------ | ---- | ------ | ------ | ------ |
| Nombre de persones | 4984 | 4996   | 4900   | 5073   |
| Diferència         |      | +0,24% | −1,92% | +3,53% |

| Godina             | 2023 | 2024   |
| ------------------ | ---- | ------ |
| Nombre de persones | 5013 | 5073   |
| Diferència         |      | +1,19% |

## Persones il·lustres
- Miloslav Mečíř tennista[4]

## Ciutats agermanades
Bojnice està agermanada amb:
- Jeseník, República Txeca
- Bad Krozingen, Alemanya
- Rosta, Itàlia
- Zator, Polònia